# SSX2
SSX2 (englisch Synovial sarcoma, X breakpoint 2, auch Cancer/testis antigen 5.2, Tumor antigen HOM-MEL-40) ist ein humanes Tumorantigen aus der Gruppe der Cancer-Testis-Antigens.

## Eigenschaften
SSX2 hat eine Länge von 188 Aminosäuren und eine Masse von 21.620 Da. Es besitzt phosphorylierte Serine an den Positionen 108 und 123. SSX2 entsteht durch eine Translokation der Chromosomen 18 und X, genauer aus dem synovial sarcoma translocation gene und einem Gen der SSX-Familie, wodurch in Folge ein onkogenes Fusionsprotein entsteht. SSX2 kommt als Tumorantigen nicht in gesunden Zellen vor (außer in immunprivilegierten Spermatozyten), wird aber oftmals in verschiedenen Tumoren exprimiert, z. B. Prostatakrebs und Synovialsarkom. Es ist daher ein Zielantigen bei der Entwicklung von Krebsimpfstoffen und Krebsimmuntherapien mit adoptivem Zelltransfer.